# Tema (datorgrafik)
Ett tema sätter en mer personlig prägel på det grafiska användargränssnittet i en dators operativsystem. Syftet kan också vara att förenkla datoranvändandet för funktionshindrade personer.
Oftast består temat av grafik- och ljudelement avsedda att göra gränssnittet vackrare än förinställt standardtema.
Man delar ofta in temata i kategorier efter hur de ser ut och vilka funktioner de har.
De flesta grafiska användargränssnitten på persondatorer har funktioner för att hantera och använda ett tema.
Vissa programvaror kan hantera programspecifika temata, där endast programmets egna gränssnitt ändras.